# وانسا فراری
وانسا فراری (به انگلیسی: Vanessa Ferrari) ژیمناست زادهٔ ۱۰ نوامبر ۱۹۹۰ میلادی اهل کشور ایتالیا است.